# Президент Нагорно-Карабахской Республики
Президе́нт Наго́рно-Караба́хской Респу́блики (Респу́блики Арца́х) (арм. Արցախի Հանրապետության Նախագահ) являлся главой государства, гарантом суверенитета, независимости, территориальной целостности и безопасности непризнанной Нагорно-Карабахской Республики (НКР).
Он избирался сроком на 5 лет непосредственно гражданами НКР. Одно и то же лицо не могло быть президентом более двух сроков подряд.

## Полномочия
Согласно ст. 87 Конституции НКР президент являлся главой государства и руководителем исполнительной власти.
Президент согласно ст. 93 Конституции:
1. руководит внутренней и внешней политикой государства;
2. осуществляет общее руководство органами системы государственного управления;
3. устанавливает структуру и порядок деятельности Правительства, а также иных органов государственного управления;
4. назначает и освобождает от должности государственного министра, министров;
5. управляет государственной собственностью, финансовыми средствами;
6. в предусмотренных законом случаях производит назначения на государственные должности;
7. может формировать консультативные органы;
8. представляет НКР в международных отношениях, подписывает международные договоры, представляет международные договоры на ратификацию в Национальное собрание НКР и подписывает их ратификационные грамоты, утверждает, приостанавливает или прекращает международные договоры, не требующие ратификации;
9. назначает и отзывает дипломатических представителей НКР в иностранных государствах и при международных организациях, принимает верительные и отзывные грамоты дипломатических представителей иностранных государств и международных организаций;
10. может принять указ о непроведении во время военного положения выборов или референдума;
11. может распустить Национальное собрание, за исключением первого года со дня открытия первой сессии Национального собрания, во время войны и чрезвычайного положения, а также в случае, когда президент Республики во время военного положения принял указ о непроведении выборов.
12. обращается к председателю Национального собрания с предложением созвать внеочередную сессию или заседание Национального собрания;
13. представляет Национальному собранию проект государственного бюджета;
14. выступает с законодательной инициативой;
15. обращается в Национальное собрание с предложением об объявлении амнистии;
16. может обращаться с посланием к народу и Национальному собранию;
17. на заседании Национального собрания представляет ежегодное сообщение о ходе и результатах выполнения программы предыдущего года, а также о программе на следующий год;
18. предлагает Национальному собранию кандидатуру генерального прокурора. По предложению генерального прокурора назначает и освобождает от должности заместителей генерального прокурора;
19. назначает одного члена-юриста Высшего судебного совета;
20. в случае катастрофы или других чрезвычайных ситуаций осуществляет мероприятия, исходя из ситуации, и обращается с посланием об этом к народу, в случае необходимости объявляет чрезвычайную ситуацию;
21. награждает орденами и медалями НКР, присваивает высшие воинские и почётные звания, высшие дипломатические и иные классные чины;
22. в установленном законом порядке решает вопрос помилования осуждённых;
23. в установленных законом случаях и порядке решает вопросы, связанные с предоставлением гражданства НКР и прекращением гражданства;
24. принимает нормативные и индивидуальные правовые акты — указы и распоряжения.

Статья 94 определяет полномочия президента в сфере национальной безопасности:
1. Президент Республики является гарантом суверенитета, независимости, территориальной целостности и безопасности НКР.
2. Президент Республики является верховным главнокомандующим Вооружённых сил.
3. Президент Республики назначает и освобождает от должности высший командный состав Вооружённых сил и других войск.
4. В целях содействия выполнению своих полномочий в сфере национальной безопасности президент Республики формирует при себе консультативный орган — Совет безопасности — и председательствует в нём.

## Порядок избрания и прекращения полномочий
Президентом могло быть избрано каждое лицо, достигшее тридцати пяти лет, последние десять лет являющееся гражданином НКР, последние десять лет постоянно проживающее в республике и обладающее избирательным правом. Президентом избирался тот кандидат, за которого проголосовало более половины избирателей, проголосовавших за всех кандидатов. Если в первом туре победитель не был определён, проводился второй тур, в который выходили два кандидата, набравшие наибольшее количество голосов. Победителем в этом случае являлся кандидат, набравший больше голосов, чем его соперник.
Не проводились выборы президента в период войны или чрезвычайного положения.
Основанием для досрочных прекращений полномочий президента могли быть его заявление, отрешение от должности за государственную измену или иное тяжкое преступление, а также тяжёлая болезнь Президента Республики или наличия для исполнения его полномочий иных непреодолимых препятствий, которые на продолжительное время делают невозможным исполнение его полномочий. Постановление об отрешении Президента Республики от должности или о невозможности исполнения Президентом Республики своих полномочий и на этом основании о прекращении его полномочий принималось Национальным собранием на основании заключения Верховного суда не менее чем двумя третями голосов от общего числа депутатов.
В случае вакансии должности президента, до вступления новоизбранного президента в должность, полномочия президента должен был осуществлять председатель Национального собрания, а если это невозможно — премьер-министр.

## Выборы
Согласно ст. 109 Конституции НКР, очередные выборы в Национальное собрание проводились одновременно с выборами президента.

## Список президентов
| № | Имя                                     | Фотография | Срок полномочий  | Срок полномочий  | Поддержка партий |
| - | --------------------------------------- | ---------- | ---------------- | ---------------- | ---------------- |
| 1 | Роберт Седракович Кочарян (р. 1954)     |            | 29 декабря 1994  | 20 марта 1997    | Беспартийный     |
| - | Леонард Георгиевич Петросян (1953—1999) |            | 20 марта 1997    | 8 сентября 1997  | Беспартийный     |
| 2 | Аркадий Аршавирович Гукасян (р. 1957)   |            | 8 сентября 1997  | 7 сентября 2007  | Беспартийный     |
| 3 | Бако Саакович Саакян (р. 1960)          |            | 7 сентября 2007  | 21 мая 2020      | Беспартийный     |
| 4 | Араик Владимирович Арутюнян (р. 1973)   |            | 21 мая 2020      | 1 сентября 2023  | Свободная Родина |
| - | Давид Рубенович Ишханян (р. 1958)       |            | 1 сентября 2023  | 10 сентября 2023 | Дашнакцутюн      |
| 5 | Самвел Сергеевич Шахраманян (р. 1978)   |            | 10 сентября 2023 | 1 января 2024    | Беспартийный     |